# 丹尼爾·吉爾斯
丹尼爾·吉爾斯（Daniel Gillies，1976年3月14日—）是加拿大的一位演員。他最著名的作品是在CW電視台電視劇吸血鬼日記中飾演Elijah Mikaelson角色。

## 早年生活
吉利斯出生在加拿大马尼托巴省的温尼伯，父母来自新西兰。在他五岁时，他的父母决定回到他们的祖国新西兰，并搬到因沃卡吉尔，然后搬到汉密尔顿。虽然他出生在一个具有强大医学背景的家庭（他的父亲是一名儿科医生，母亲是一名护士，他的曾曾祖父是著名的耳鼻喉科/整形外科先驱哈罗德·吉利斯爵士），但他开始对表演感兴趣，因为他说这是 "我唯一擅长的事情" 。
由于对新西兰缺乏机会感到失望，他于2001年搬到澳大利亚悉尼住了六个星期，然后又去加拿大住了两个月，在那里他做过服务员和洗碗工，直到决定搬到美国的洛杉矶。

## 外部連結
- 丹尼爾·吉爾斯在互联网电影资料库（IMDb）上的資料（英文）
- 丹尼爾·吉爾斯的X（前Twitter）
- 丹尼爾·吉爾斯的Instagram帳戶